# معرین، مصیاف
معرین (به عربی: معرین) یک روستا در سوریه است که در ناحیه جب رمله واقع شده‌است. معرین ۱٬۸۳۰ نفر جمعیت دارد.